# Will Champion
William Champion (Southampton, Regne Unit, 31 de juliol de 1978) és el bateria de la banda Coldplay.

## Biografia
Will Champion va néixer a Southampton, al Hampshire anglès. Els seus pares eren professors i el van iniciar a la música de manera que va créixer tocant la guitarra, el piano, el baix i el flautí. Les seves influències han sigut la música folklòrica irlandesa i també els músics Tom Waits i Nick Cave. Va anar al Cantell Secondary School a Bassett de Southampton i al Royal Hospital School de Suffock, abans d'anar a estudiar antropologia al University College de Londres, on va conèixer als seus companys i amics amb els quals després va formar Coldplay. La seva mare Sara va morir de càncer el 2000 i el grup li va dedicar l'àlbum Parachutes.
Champion va ser el primer membre de Coldplay a casar-se, ho va fer l'any 2003 amb Marianne Dark, una professora amb la qual ha tingut tres fills. La primera filla, Ava, que va néixer el 28 d'abril de 2006, i el 7 de maig de 2008 van néixer els seus dos fills bessons Juno i Rex.

## Carrera musical

### Coldplay
Champion es va incorporar a la banda Starfish el 31 de juliol de 1997, la qual formaven Chris Martin, Guy Berryman i Johnny Buckland, i el 1998 va canviar de nom a Coldplay. Malgrat que no tenia cap experiència prèvia tocant la bateria, amb gran esforç en va aprendre ràpidament. El 1999 fou despatxat per Martin però fou readmès poc després. Dins Coldplay, sovint es considera que aporta la racionalitat al grup.
En la gira Viva la Vida Tour va cantar una versió acústica de la cançó "Death Will Never Conquer" i també va interpretar les cançons "Til Kingdom Come" i "The Goldrush", per bé que aquesta última mai ha estat tocada en concert.

### Altres projectes
A la tardor de 2004, Champion i Berryman foren convidats per Magne Furuholmen, teclista de la banda A-ha, a participar en el seu primer àlbum en solitari titulat Past Perfect Future Tense.
El músic ha aparegut en la sèrie de televisió Game of Thrones del canal HBO durant l'any 2013.

## Instruments
Champion acostuma a utilitzar una bateria Yamaha amb plats Zildjian. En algun videoclip però, se'l pot veure utilitzant una bateria Ludwig Supraphonic Snare.